# Bele Vode (Słowenia)
Bele Vode – wieś w Słowenii, w gminie Šoštanj. W 2018 roku liczyła 263 mieszkańców.